# El sueño de Andalucía
El Sueño de Andalucía és una coproducció de 1951 entre França i Espanya, és una pel·lícula musical dirigida per Lluís Lúcia i Mingarro i protagonitzada per Luis Mariano, Carmen Sevilla i Arlette Poirier.

## Resum
Luis Mariano és Juanito, un cantirer ambulant ple de bon humor a qui li agrada cantar i la tauromàquia. Carmen Sevilla és Dolores, la filla de la propietària d'una posada aficionada al ball. Per a evitar que tot quedi massa excessiu l'astut final ens diu que estem en una pel·lícula dins d'una altra pel·lícula.

## Repartiment
- Luis Mariano és Juanito Var.
- Carmen Sevilla és Dolores.
- Arlette Poirier és Fanny Miller.
- Perrette Souplex és Pilar.
- Liliane Bert és Greta.
- Andrée Moreau és Donya Augustias.
- José Nieto és Vicente.
- Enrique Guitart és Rodríguez Valiente.
- Fernando Sancho
- Léon Berton és El secretari.
- Jean Berton és El cap de policia.
- Janine Zorelli
- Fernando Fernández de Córdoba.
- Alexandre Rignault és Pancho.
- Robert Arnoux és Schnell
- Noël Roquevert és Ricardo Garcia.
- Maurice Baquet és Pepe.
- Marujita Díaz
- Carolina Giménez
- Cándida Losada
- Antonio Casal
- Luisa Sala
- Jacques B. Brunius
- Cadex
- Henri Coutet és El capità.
- Renée Couture
- Paul Demange és el Director.
- Pierre Flourens
- Lucien Guervil
- Beni Deus
- Daniel Mendaille és Doctor.
- Morant
- Mireille Ozy
- Roseline Prince
- Yvonne Yma